# Atletisme als Jocs Olímpics d'Estiu de 2024 - 1500m masculí
La prova de 1500m masculina d'Atletisme als Jocs Olímpics de París 2024 va ser la 30a edició de l'esdeveniment en unes Olimpíades. La prova es va disputar entre el 2 i el 6 d'agost del 2024 a l'Stade de France de París.
L'estatunidenc Cole Hocker va guanyar la medalla d'or, després d'imposar-se a la final amb un temps de 3:27.65, el què va suposar un nou rècord olímpic. La medalla de plata va ser per l'escocès Josh Kerr, qui va fer una marca de 3:27.79, que va suposar el rècord britànic de la distància. La medalla de bronze se la va endur el també estatunidenc Yared Nuguse, qui amb un temps de 3:27.80, va aconseguir la seva marca personal.
L'equip del Regne Unit és la selecció més guardonada, amb 5 medalles d'or, 6 medalles de plata i 4 medalles de bronze, en les 30 edicions que l'esdeveniment ha estat present als Jocs Olímpics. El britànic Sebastian Coe, amb 2 medalles d'or, és l'atleta més guardonat en tota la història de la competició.

## Format
Els 1.500 metres llisos són una prova de mig fons d'atletisme que consisteix en fer 3 voltes i tres quarts a la pista olímpica. La competició va començar amb la fase de Heats, on hi van participar tots els atletes classificats. Els 6 primers atletes de cada cursa es van classificar directament per a les semifinals i la resta d'atletes van tenir una nova oportunitat per passar de ronda, en la nova fase de repesca, que es va introduir en aquesta edició olímpica. Els 2 guanyadors de les semifinals, van passar a la final i en aquesta darrera cursa, els 3 atletes que van quedar al capdavant, van obtenir les medalles.

## Classificació
Hi havia dues maneres de classificar-se per la prova olímpica. La forma principal fou superant la marca estàndard de classificació (que per aquesta edició eren 3:33.50 minuts), en qualsevol prova organitzada o supervisada per la Federació Internacional d'Atletisme, entre l'1 de juliol de 2023 i el 30 de juny de 2024. Els llocs sobrants, van ser pels atletes que no van aconseguir aquesta marca, mitjançant les places universals i el rànquing atlètic i fent prevaler la diversitat geogràfica.
| Mètode de classificació    | Places | País          | Atleta classificat          |
| -------------------------- | ------ | ------------- | --------------------------- |
| Marca estàndard - 3:33.50' | 3      | Austràlia     | Oliver Hoare                |
| Marca estàndard - 3:33.50' | 3      | Austràlia     | Stewart McSweyn             |
| Marca estàndard - 3:33.50' | 3      | Austràlia     | Adam Spencer                |
| Marca estàndard - 3:33.50' | 3      | Estats Units  | Cole Hocker                 |
| Marca estàndard - 3:33.50' | 3      | Estats Units  | Yared Nuguse                |
| Marca estàndard - 3:33.50' | 3      | Estats Units  | Hobbs Kessler               |
| Marca estàndard - 3:33.50' | 3      | Kenya         | Reynold Cheruiyot           |
| Marca estàndard - 3:33.50' | 3      | Kenya         | Timothy Cheruiyot           |
| Marca estàndard - 3:33.50' | 3      | Kenya         | Brian Komen                 |
| Marca estàndard - 3:33.50' | 3      | Regne Unit    | Neil Gourley                |
| Marca estàndard - 3:33.50' | 3      | Regne Unit    | Josh Kerr                   |
| Marca estàndard - 3:33.50' | 3      | Regne Unit    | George Mills                |
| Marca estàndard - 3:33.50' | 2      | Bèlgica       | Ruben Verheyden             |
| Marca estàndard - 3:33.50' | 2      | Bèlgica       | Jochem Vermeulen            |
| Marca estàndard - 3:33.50' | 2      | Espanya       | Mario García                |
| Marca estàndard - 3:33.50' | 2      | Espanya       | Adel Mechaal                |
| Marca estàndard - 3:33.50' | 2      | Etiòpia       | Abdisa Fayisa               |
| Marca estàndard - 3:33.50' | 2      | Etiòpia       | Samuel Tefera               |
| Marca estàndard - 3:33.50' | 2      | França        | Maël Gouyette               |
| Marca estàndard - 3:33.50' | 2      | França        | Azeddine Habz               |
| Marca estàndard - 3:33.50' | 2      | Noruega       | Jakob Ingebrigtsen          |
| Marca estàndard - 3:33.50' | 2      | Noruega       | Narve Gilje Nordas          |
| Marca estàndard - 3:33.50' | 1      | Alemanya      | Robert Farken               |
| Marca estàndard - 3:33.50' | 1      | Canadà        | Charles Philibert-Thiboutot |
| Marca estàndard - 3:33.50' | 1      | Irlanda       | Andrew Coscoran             |
| Marca estàndard - 3:33.50' | 1      | Itàlia        | Pietro Arese                |
| Marca estàndard - 3:33.50' | 1      | Marroc        | Anass Essayi                |
| Marca estàndard - 3:33.50' | 1      | Nova Zelanda  | Sam Tanner                  |
| Marca estàndard - 3:33.50' | 1      | Països Baixos | Niels Laros                 |
| Marca estàndard - 3:33.50' | 1      | Portugal      | Isaac Nader                 |
| Marca estàndard - 3:33.50' | 1      | Sud-àfrica    | Tshepo Tshite               |
| Rànquing atlètic           | 2      | Irlanda       | Cathal Doyle                |
| Rànquing atlètic           | 2      | Irlanda       | Luke McCann                 |
| Rànquing atlètic           | 2      | Itàlia        | Ossama Meslek               |
| Rànquing atlètic           | 2      | Itàlia        | Federico Riva               |
| Rànquing atlètic           | 1      | Alemanya      | Marius Probst               |
| Rànquing atlètic           | 1      | Àustria       | Raphael Pallitsch           |
| Rànquing atlètic           | 1      | Canadà        | Kieran Lumb                 |
| Rànquing atlètic           | 1      | Espanya       | Ignacio Fontes              |
| Rànquing atlètic           | 1      | Etiòpia       | Ermias Girma                |
| Rànquing atlètic           | 1      | Països Baixos | Stefan Nillessen            |
| Rànquing atlètic           | 1      | Sud-àfrica    | Ryan Mphahlele              |
| Rànquing atlètic           | 1      | Suècia        | Samuel Pihlström            |
| Places reallotjades        | 2      | Polònia       | Filip Rak                   |
| Places reallotjades        | 2      | Polònia       | Maciej Wyderka              |

## Rècords
Abans de la prova, els rècords eren els següents:
| Rècord             | Atleta             | Temps   | Lloc   | Data                 |
| ------------------ | ------------------ | ------- | ------ | -------------------- |
| Rècord del Món     | Hixam El Guerrouj  | 3:26.00 | Roma   | 14 de juliol de 1998 |
| Rècord Olímpic     | Jakob Ingebrigtsen | 3:28.32 | Tòquio | 7 d'agost de 2021    |
| Rècord Àfrica      | Hixam El Guerrouj  | 3:26.00 | Roma   | 14 de juliol de 1998 |
| Rècord Àsia        | Rashid Ramzi       | 3:29.14 | Roma   | 14 de juliol de 2006 |
| Rècord Europa      | Jakob Ingebrigtsen | 3:26.73 | Mònaco | 12 de juliol de 2024 |
| Rècord NACAC       | Yared Nuguse       | 3:29.02 | Oslo   | 15 de juny de 2023   |
| Rècord Oceania     | Oliver Hoare       | 3:29.41 | Oslo   | 15 de juny de 2023   |
| Rècord Sud-amèrica | Hudson de Souza    | 3:33.25 | Rieti  | 28 d'agost de 2005   |

## Competició

### 1a ronda
La 1a ronda es va disputar el 2 d'agost de 2024 a partir de les 11:10h. Hi van participar tots els atletes classificats. Es classificaven els 6 primers de cada sèrie, mentre que la resta passaven a la ronda de repesca.

#### Sèrie 1
| Posició | Atleta             | País         | Temps     |
| ------- | ------------------ | ------------ | --------- |
| 1       | Josh Kerr          | Regne Unit   | 3:35.83 Q |
| 2       | Brian Komen        | Kenya        | 3:36.31 Q |
| 3       | Narve Gilje Nordas | Noruega      | 3:36.41 Q |
| 4       | Anass Essayi       | Marroc       | 3:36.44 Q |
| 5       | Yared Nuguse       | Estats Units | 3:36.56 Q |
| 6       | Robert Farken      | Alemanya     | 3:36.62 Q |
| 7       | Jochem Vermeulen   | Bèlgica      | 3:36.66   |
| 8       | Samuel Pihlström   | Suècia       | 3:36.80   |
| 9       | Cathal Doyle       | Irlanda      | 3:37.82   |
| 10      | Mario García       | Espanya      | 3:37.90   |
| 11      | Filip Rak          | Polònia      | 3:38.12   |
| 12      | Ryan Mphahlele     | Sud-àfrica   | 3:38.48   |
| 13      | Oliver Hoare       | Austràlia    | 3:39.11   |
| 14      | Abdisa Fayisa      | Etiòpia      | 3:39.67   |
| 15      | Ossama Meslek      | Itàlia       | 3:39.96   |

#### Sèrie 2
| Posició | Atleta                      | País          | Temps     |
| ------- | --------------------------- | ------------- | --------- |
| 1       | Ermias Girma                | Etiòpia       | 3:35.21 Q |
| 2       | Cole Hocker                 | Estats Units  | 3:35.27 Q |
| 3       | Pietro Arese                | Itàlia        | 3:35.30 Q |
| 4       | Niels Laros                 | Països Baixos | 3:35.38 Q |
| 5       | Timothy Cheruiyot           | Kenya         | 3:35.39 Q |
| 6       | Isaac Nader                 | Portugal      | 3:35.44 Q |
| 7       | Marius Probst               | Alemanya      | 3:35.65   |
| 8       | Luke McCann                 | Irlanda       | 3:35.73   |
| 9       | Adel Mechaal                | Espanya       | 3:35.81   |
| 10      | George Mills                | Regne Unit    | 3:35.99   |
| 11      | Stewart McSweyn             | Austràlia     | 3:36.55   |
| 12      | Ruben Verheyden             | Bèlgica       | 3:36.62   |
| 13      | Tshepo Tshite               | Sud-àfrica    | 3:36.87   |
| 14      | Charles Philibert-Thiboutot | Canadà        | 3:36.92   |
| 15      | Maël Gouyette               | França        | 3:37.87   |

#### Sèrie 3
| Posició | Atleta             | País          | Temps     |
| ------- | ------------------ | ------------- | --------- |
| 1       | Stefan Nillessen   | Països Baixos | 3:36.77 Q |
| 2       | Hobbs Kessler      | Estats Units  | 3:36.87 Q |
| 3       | Jakob Ingebrigtsen | Noruega       | 3:37.04 Q |
| 4       | Reynold Cheruiyot  | Kenya         | 3:37.12 Q |
| 5       | Neil Gourley       | Regne Unit    | 3:37.18 Q |
| 6       | Samuel Tefera      | Etiòpia       | 3:37.34 Q |
| 7       | Ignacio Fontes     | Espanya       | 3:37.50   |
| 8       | Adam Spencer       | Austràlia     | 3:37.68   |
| 9       | Azeddine Habz      | França        | 3:37.95   |
| 10      | Kieran Lumb        | Canadà        | 3:38.11   |
| 11      | Raphael Pallitsch  | Àustria       | 3:38.20   |
| 12      | Maciej Wyderka     | Polònia       | 3:38.79   |
| 13      | Sam Tanner         | Nova Zelanda  | 3:39.87   |
| 14      | Federico Riva      | Itàlia        | 3:41.78   |
| 15      | Andrew Coscoran    | Irlanda       | 3:42.07   |

### Ronda de repesca
La ronda de repesca es va disputar el 3 d'agost de 2024 a partir de les 19:15h. Hi van participar tots els atletes que van acabar la 1a ronda i no van aconseguir quedar entre els 6 primers. Es van classificar per les semifinals els tres primers de cada sèrie.

#### Sèrie 1
| Posició | Atleta            | País       | Temps     |
| ------- | ----------------- | ---------- | --------- |
| 1       | Cathal Doyle      | Irlanda    | 3:34.92 Q |
| 2       | Azeddine Habz     | França     | 3:35.10 Q |
| 3       | Ossama Meslek     | Itàlia     | 3:35.32 Q |
| 4       | Tshepo Tshite     | Sud-àfrica | 3:35.35   |
| 5       | Kieran Lumb       | Canadà     | 3:35.76   |
| 6       | Jochem Vermeulen  | Bèlgica    | 3:36.14   |
| 7       | Luke McCann       | Irlanda    | 3:36.50   |
| 8       | Marius Probst     | Alemanya   | 3:36.54   |
| 9       | Maciej Wyderka    | Polònia    | 3:36.79   |
| 10      | Abdisa Fayisa     | Etiòpia    | 3:36.82   |
| 11      | Mario García      | Espanya    | 3:37.01   |
| 12      | Stewart McSweyn   | Austràlia  | 3:37.49   |
| 13      | Raphael Pallitsch | Àustria    | 3:39.32   |

#### Sèrie 2
| Posició | Atleta                      | País         | Temps        |
| ------- | --------------------------- | ------------ | ------------ |
| 1       | Federico Riva               | Itàlia       | 3:32.84 Q PB |
| 2       | Charles Philibert-Thiboutot | Canadà       | 3:33.53 Q    |
| 3       | George Mills                | Regne Unit   | 3:33.56 Q    |
| 4       | Samuel Pihlström            | Suècia       | 3:33.58 PB   |
| 5       | Oliver Hoare                | Austràlia    | 3:34.00      |
| 6       | Adam Spencer                | Austràlia    | 3:34.45      |
| 7       | Filip Rak                   | Polònia      | 3:34.53      |
| 8       | Ignacio Fontes              | Espanya      | 3:35.04      |
| 9       | Maël Gouyette               | França       | 3:35.42      |
| 10      | Ruben Verheyden             | Bèlgica      | 3:36.06      |
| 11      | Ryan Mphahlele              | Sud-àfrica   | 3:36.64      |
| 12      | Andrew Coscoran             | Irlanda      | 3:39.45      |
| 13      | Sam Tanner                  | Nova Zelanda | 3:40.71      |
| 14      | Adel Mechaal                | Espanya      | 3:42.79      |

### Semifinals
Les semifinals es van disputar el 4 d'agost de 2024 a partir de les 21:10h. Es van classificar per la final, els 6 millors de cada sèrie.

#### Semifinal 1
| Posició | Atleta             | País          | Temps        |
| ------- | ------------------ | ------------- | ------------ |
| 1       | Jakob Ingebrigtsen | Noruega       | 3:32.38 Q    |
| 2       | Josh Kerr          | Regne Unit    | 3:32.46 Q    |
| 3       | Cole Hocker        | Estats Units  | 3:32.54 Q    |
| 4       | Brian Komen        | Kenya         | 3:32.57 Q    |
| 5       | Stefan Nillessen   | Països Baixos | 3:32.73 Q PB |
| 6       | Pietro Arese       | Itàlia        | 3:33.03 Q    |
| 7       | Robert Farken      | Alemanya      | 3:33.35      |
| 8       | Isaac Nader        | Portugal      | 3:34.75      |
| 9       | Federico Riva      | Itàlia        | 3:35.26      |
| 10      | Reynold Cheruiyot  | Kenya         | 3:35.32      |
| 11      | George Mills       | Regne Unit    | 3:37.12      |
| 12      | Ermias Girma       | Etiòpia       | 3:40.27      |

#### Semifinal 2
| Posició | Atleta                      | País          | Temps      |
| ------- | --------------------------- | ------------- | ---------- |
| 1       | Yared Nuguse                | Estats Units  | 3:31.72 Q  |
| 2       | Hobbs Kessler               | Estats Units  | 3:31.97 Q  |
| 3       | Neil Gourley                | Regne Unit    | 3:32.11 Q  |
| 4       | Niels Laros                 | Països Baixos | 3:32.22 Q  |
| 5       | Timothy Cheruiyot           | Kenya         | 3:32.30 Q  |
| 6       | Narve Gilje Nordas          | Noruega       | 3:32.34 Q  |
| 7       | Anass Essayi                | Marroc        | 3:32.49 PB |
| 8       | Ossama Meslek               | Itàlia        | 3:32.77 PB |
| 9       | Samuel Tefera               | Etiòpia       | 3:33.02    |
| 10      | Cathal Doyle                | Irlanda       | 3:33.15 PB |
| 11      | Charles Philibert-Thiboutot | Canadà        | 3:33.29    |
| 12      | Azeddine Habz               | França        | 3:34.35    |

### Final
La final es va disputar el 6 d'agost de 2024 a les 20:50h.
| Posició | Atleta             | País          | Temps      |
| ------- | ------------------ | ------------- | ---------- |
| 1       | Cole Hocker        | Estats Units  | 3:27.65 OR |
| 2       | Josh Kerr          | Regne Unit    | 3:27.79 NR |
| 3       | Yared Nuguse       | Estats Units  | 3:27.80 PB |
| 4       | Jakob Ingebrigtsen | Noruega       | 3:28.24    |
| 5       | Hobbs Kessler      | Estats Units  | 3:29.45 PB |
| 6       | Niels Laros        | Països Baixos | 3:29.54 NR |
| 7       | Narve Gilje Nordas | Noruega       | 3:30.46    |
| 8       | Pietro Arese       | Itàlia        | 3:30.74 NR |
| 9       | Stefan Nillessen   | Països Baixos | 3:30.75 PB |
| 10      | Neil Gourley       | Regne Unit    | 3:30.88    |
| 11      | Timothy Cheruiyot  | Kenya         | 3:31.35    |
| 12      | Brian Komen        | Kenya         | 3:35.59    |

## Medaller històric
| Posició | País                | Or | Argent | Bronze | Total |
| ------- | ------------------- | -- | ------ | ------ | ----- |
| 1       | Regne Unit          | 5  | 6      | 4      | 14    |
| 2       | Estats Units        | 4  | 7      | 5      | 16    |
| 3       | Kenya               | 4  | 3      | 2      | 9     |
| 4       | Nova Zelanda        | 3  | 1      | 3      | 7     |
| 5       | Finlàndia           | 3  | 0      | 1      | 4     |
| 6       | Algèria             | 2  | 1      | 0      | 3     |
| 7       | Austràlia           | 2  | 0      | 1      | 3     |
| 8       | Marroc              | 1  | 2      | 1      | 4     |
| 9       | Espanya             | 1  | 1      | 1      | 3     |
| 10      | Suècia              | 1  | 1      | 0      | 2     |
| 11      | Itàlia              | 1  | 0      | 1      | 2     |
| 12      | Noruega             | 1  | 0      | 0      | 1     |
| 12      | Irlanda             | 1  | 0      | 0      | 1     |
| 12      | Luxemburg           | 1  | 0      | 0      | 1     |
| 15      | França              | 0  | 3      | 2      | 5     |
| 16      | Alemanya de l'Est   | 0  | 1      | 1      | 2     |
| 16      | Alemanya            | 0  | 1      | 1      | 2     |
| 18      | Bèlgica             | 0  | 1      | 0      | 1     |
| 18      | Txecoslovàquia      | 0  | 1      | 0      | 1     |
| 18      | Suïssa              | 0  | 1      | 0      | 1     |
| 21      | Alemanya Occidental | 0  | 0      | 2      | 2     |
| 22      | Portugal            | 0  | 0      | 1      | 1     |
| 22      | Qatar               | 0  | 0      | 1      | 1     |
| 22      | Hongria             | 0  | 0      | 1      | 1     |
| 22      | Països Baixos       | 0  | 0      | 1      | 1     |
| 22      | Canadà              | 0  | 0      | 1      | 1     |